# Автозаводська лінія (Нижній Новгород)
Автозаводська лінія (рос. Автозаводская линия) — перша лінія Нижньогородського метрополітену. Відкрита 20 листопада 1985 року, у складі з шести станцій. 

## Пересадки
Єдина пересадкова станція на лінії — «Московська».
| № | Пересадка на лінію         | Зі станції | Пересадка                 |
| - | -------------------------- | ---------- | ------------------------- |
| 2 | Сормовсько-Мещерська лінія | Московська | Кросплатформова пересадка |